# Муромская женская гимназия
Муромская женская гимназия — женская гимназия в Муроме.

## История
26 августа 1860 года по инициативе городского головы А. В. Ермакова в Муроме было основано женское училище второго разряда, разместившееся первоначально в доме самого Ермакова. С 1894 по 1896 год продолжалось строительство нового двухэтажного здания из красного кирпича с большими классами. Фасад здания украшен балюстрадами и резным фигурным карнизом.
В конце 1880-х женское училище было преобразовано в прогимназию, а позднее — в гимназию.
Обучение в гимназии было ориентировано на гуманитарную сферу, считалось привилегированным, так как давало воспитанницам право на поступление в высшие учебные заведения. Главным ориентиром было педагогическое образование.
В 1918 году гимназия была преобразована в единую трудовую советскую школу II ступени под руководством Николая Александровича Локастова, которая позднее стала семилетней. С 1921 года она становится опытно-показательной школой-семилеткой с детским садом. В одной из групп детсада детей обучали письму и чтению. Опыт этой школы по «составлению программ и проверке их в практической работе» впоследствии распространялся на другие учебные заведения города и уезда.
В 1930 году в стенах бывшей гимназии открывается педагогический техникум, продолживший дореволюционную установку на подготовку педагогов. В 1937 году техникум получает статус образцового педагогического училища, а уже в 1939 году — учительского института. Во время Великой Отечественной войны занятия были прекращены, а в здании размещался сначала сборный пункт, а позднее — госпиталь, где работали и студентки. С 1953 по 1966 год учебное заведение было Государственным педагогическим институтом, а с 1966 года — снова педучилищем, и осталось таковым вплоть до 1999 год, когда его переименовали в Муромский педагогический колледж.
Из стен училища вышло немало талантливых и известных людей, в том числе Герой Советского Союза Николай Степанович Королёв, в память о котором у входа в училище установлена мемориальная доска.

## Начальницы
- Елена Сергеевна Колзакова (1890-е)
- Наталья Сергеевна Буеракова (? — 1910)
- Елена Николаевна Лебедева (1911 — ?)
- М. Попова